# Hymns for the Exiled
Hymns for the Exiled è il secondo album della cantautrice Anaïs Mitchell pubblicato nel 2004 dalla Waterbug Records. È stato registrato presso gli studi The Bristmill a Bristol e prodotto da Michael Chorney.

## Tracce[1]
1. Before the Eyes of Storytelling Girls
2. 1984
3. Cosmic American
4. The Belly and the Beast
5. Orion
6. Mockingbird
7. I Wear Your Dress
8. Quecreek Flood
9. A Hymn for the Exiled
10. Two Kids
11. One Good Thing